# Biloxi Blues (film)
Pour les articles homonymes, voir Biloxi Blues.
Pour plus de détails, voir Fiche technique et Distribution.
Biloxi Blues est un film américain réalisé par Mike Nichols et sorti en salles en 1988. Il s'agit d'une adaptation cinématographique de la pièce de théâtre éponyme de Neil Simon.

## Synopsis
Eugene Jerome est un jeune homme qui vient d'entrer dans l'armée ; il nous raconte son histoire pendant ses dix semaines de formation militaire.

## Fiche technique
- Titre : Biloxi Blues
- Réalisation : Mike Nichols
- Scénario : Neil Simon, d'après sa pièce de théâtre Biloxi Blues
- Musique : Georges Delerue
- Directeur de la photographie : Bill Butler
- Producteur : Ray Stark
- Producteurs exécutifs : Joseph M. Caracciolo et Marykay Powell
- Pays de production :  États-Unis
- Distributeur : Universal Pictures
- Genre : Comédie dramatique
- Durée : 102 minutes
- Dates de sortie en salles : 
  - États-Unis : 25 mars 1988
  - France : 1er juin 1988

## Distribution
- Matthew Broderick (VF : Bernard Gabay) : Eugene Morris Jerome
- Christopher Walken (VF : Bernard Tiphaine) : Sgt. Merwin J. Toomey
- Matt Mulhern (VF : Franck Baugin) : Joseph Wykowski
- Corey Parker (VF : Gilles Laurent) : Arnold B. Epstein
- Casey Siemaszko (VF : Gilles Tamiz) : Don Carney
- Markus Flanagan (VF : Jean-François Vlérick) : Roy Selridge
- Michael Dolan (VF : Jérôme Rebbot) : James J. Hennessey
- Penelope Ann Miller (VF : Martine Irzenski) : Daisy
- Park Overall (VF : Anne Jolivet) : Rowena
- Markus Flanagan : Roy Selridge
- David Schwimmer : un soldat dans le train
- Dave Klenzie (VF : Pascal Renwick) : le sergent